# Hyllus thyeniformis
Hyllus thyeniformis är en spindelart som beskrevs av Embrik Strand 1906. Hyllus thyeniformis ingår i släktet Hyllus och familjen hoppspindlar. Inga underarter finns listade i Catalogue of Life.